# The Born This Way Ball Tour
The Born This Way Ball Tour — третий мировой концертный тур американской певицы Леди Гаги в поддержку её второго студийного альбома Born This Way. 8 февраля, в 23:00 (МСК) Гага оставила в своём блоге в социальной сети Твиттер сообщение с вложенным изображением, на котором анонсировались первые 11 концертов тура Архивная копия от 11 февраля 2012 на Wayback Machine. Тур попал на 24 место в список «40 самых прибыльных туров за всю историю», обогнав туры таких исполнителей, как Бейонсе, Джастин Тимберлейк, Бритни Спирс, Бон Джови, Пол Маккартни и др.

## Справка
Во время выпуска сингла «Judas», Гага в одном из интервью подтвердила, что собирается начать новый тур в 2012 году. В ноябре 2011 года было объявлено что Гага приступает к работе над новым туром, в поддержку третьего студийного альбома Born This Way. Один из продюсеров нового альбома DJ White Shadow утверждал, что она «готовится к следующему раунду гастролей», добавив, что основная цель Гаги в следующем году будет «готовиться к шоу, гастролям и записи новых песен». Фернандо Гарибэй, который начал сотрудничать с Гагой с альбома The Fame Monster, считал, что Born This Way был одним из его самых личных моментов. Он высказал мнение: «Этот альбом был самым личным из-за количества деталей, которые вошли в этот альбом, количество страсти, эмоций от неё и команды. Каждая песня была историей на этом пути». Рекламный плакат тура был представлен 7 февраля 2012 года. На нём лицо Гаги, освещённое бирюзовым цветом, зависает над средневековым замком. Рядом с замком стоит Гага и её танцоры. Представители Гаги сообщали, что концерты турне будут проходить в странах, в которых она не бывала ранее.

## Развитие
Гага оценила тур как «электро-поп-металл-оперу». Леди Гага искала вдохновение для тура в своих прошлых выступлениях в поддержку альбома Born This Way и в предыдущем турне The Monster Ball Tour. В интервью MTV News, Гага сказала, что концепция тура является своего рода продолжением The Monster Ball Tour. 7 февраля 2012 года Гага выложила в твиттер эскиз, который был разработан самой Гагой и её производственной компанией Haus of Gaga. На этом эскизе сцена сделана по образцу средневекового замка, со множеством башен, на которых вырезаны кресты. Рядом с главной сценой располагается The Monster Pit («Яма монстров»), в которую будут попадать те фанаты, которые встанут первыми в специальную очередь. Кроме этого, после каждого концерта люди из Haus of Gaga будут выбирать по несколько фанатов из The Monster Pit, которые после концерта встретятся лично с Гагой за сценой Архивная копия от 28 июля 2018 на Wayback Machine. Была проведена фотосессия для промофотографий к новому турне певицы.

## Разогрев
- Zedd (Азия)
- Lady Starlight (некоторые концерты в Океании, Европе, Африке , Северная Америка)
- The Darkness (Европа, Африка)
- Madeon (Северная Америка)
- Judas (Северная Америка,Европа,Азия)

## Сет-лист
Акт I
1. «Space (Intro)»
2. «Highway Unicorn (Road to Love)»
3. «Operation: Kill the Bitch (Interlude)»
4. «Government Hooker»
5. «Birth (Interlude)»
6. «Born This Way»
7. «Black Jesus + Amen Fashion»
8. «Emerging (Interlude)»
9. «Bloody Mary»
10. «Mother G.O.A.T. Manifesto I (Interlude)»
11. «Bad Romance»
12. «G.O.A.T Briefing (Interlude)»
13. «Judas» (Содержит элементы ремикса «Judas» от DJ White Shadow)

Акт II
1. «Fashion of His Love»
2. «Just Dance» (Содержит элементы ремикса «Just Dance» от Mars)
3. «LoveGame» (Содержит элементы ремикса «LoveGame» от Dave Audé)
4. «Telephone»

Акт III
1. «Mother G.O.A.T. Manifesto II Iinterlude)»
2. «Heavy Metal Lover»
3. «Hair»
4. «Princess Die»
5. «Yoü and I»
6. «Electric Chapel»

Акт IV
1. «Interlude»
2. «Americano»
3. «Poker Face»
4. «Alejandro»
5. «Paparazzi»
6. «Scheiße»

Encore
1. «The Edge of Glory»
2. «Marry the Night»

Изменения:
- «Black Jesus † Amen Fashion» исполнялась перед песней «Scheiße»
- 27 июня на концерте в Мельбурне произошла премьера песни «Princess Die». До окончания азиатской части тура, она заменила песню «Hair».
- 18 сентября Гага исполнила неизданную песню Stuck On Fuckin’You
- На нескольких концертах Lady Gaga исполняла песню «The Queen» после «Yoü and I»
- На The Born This Way Ball в США исполняется студийная версия песни Hair

## Описание концерта

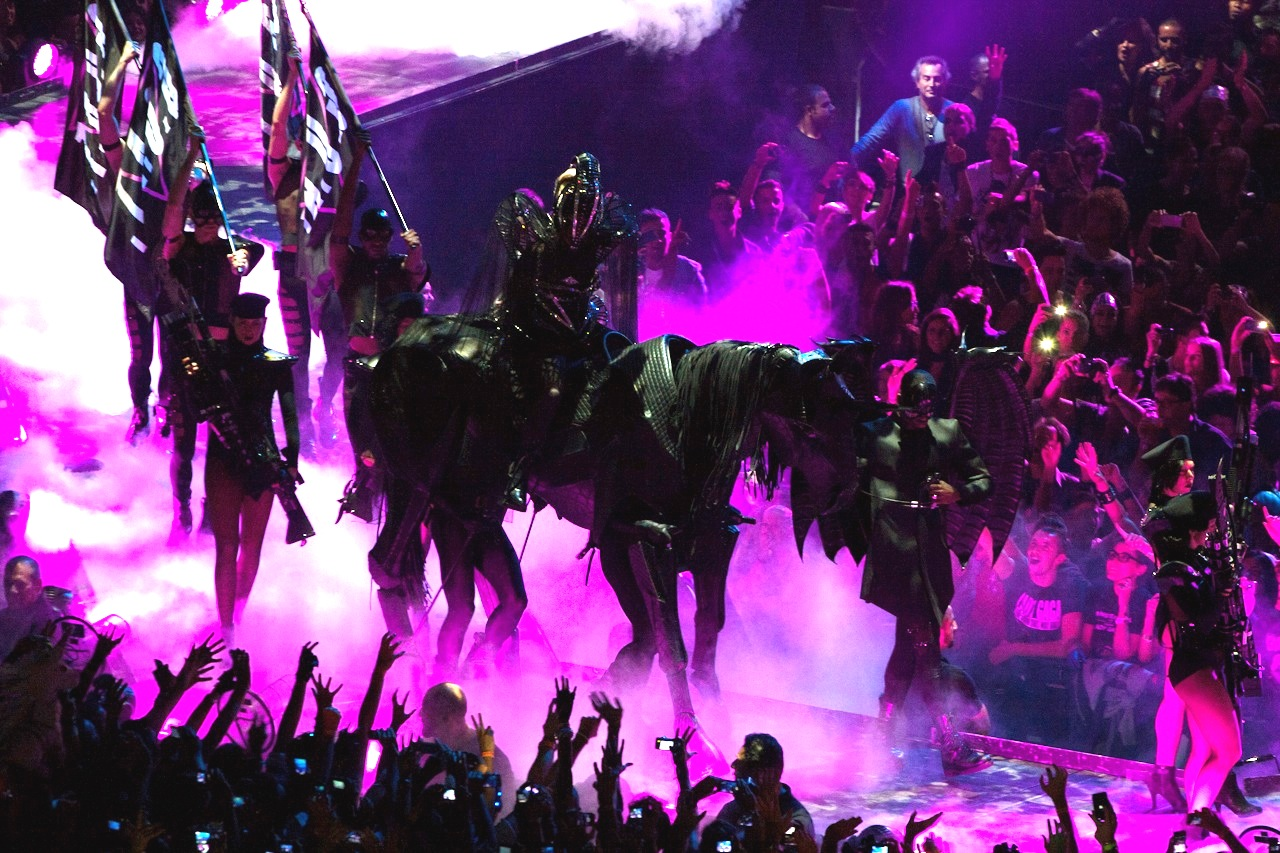
Леди Гага исполняет «Highway Unicorn (Road to Love)»

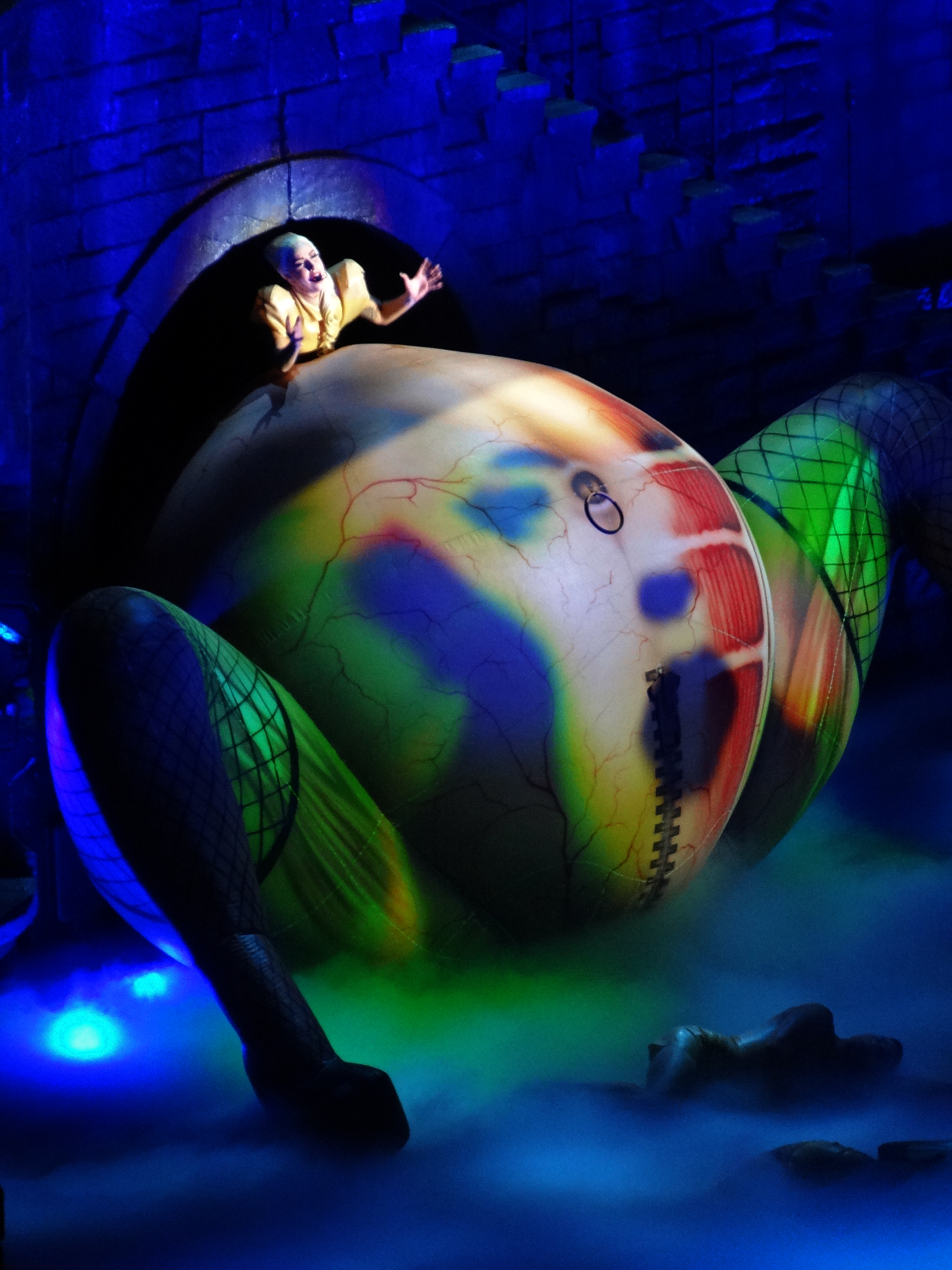
Леди Гага исполняет «Born This Way»

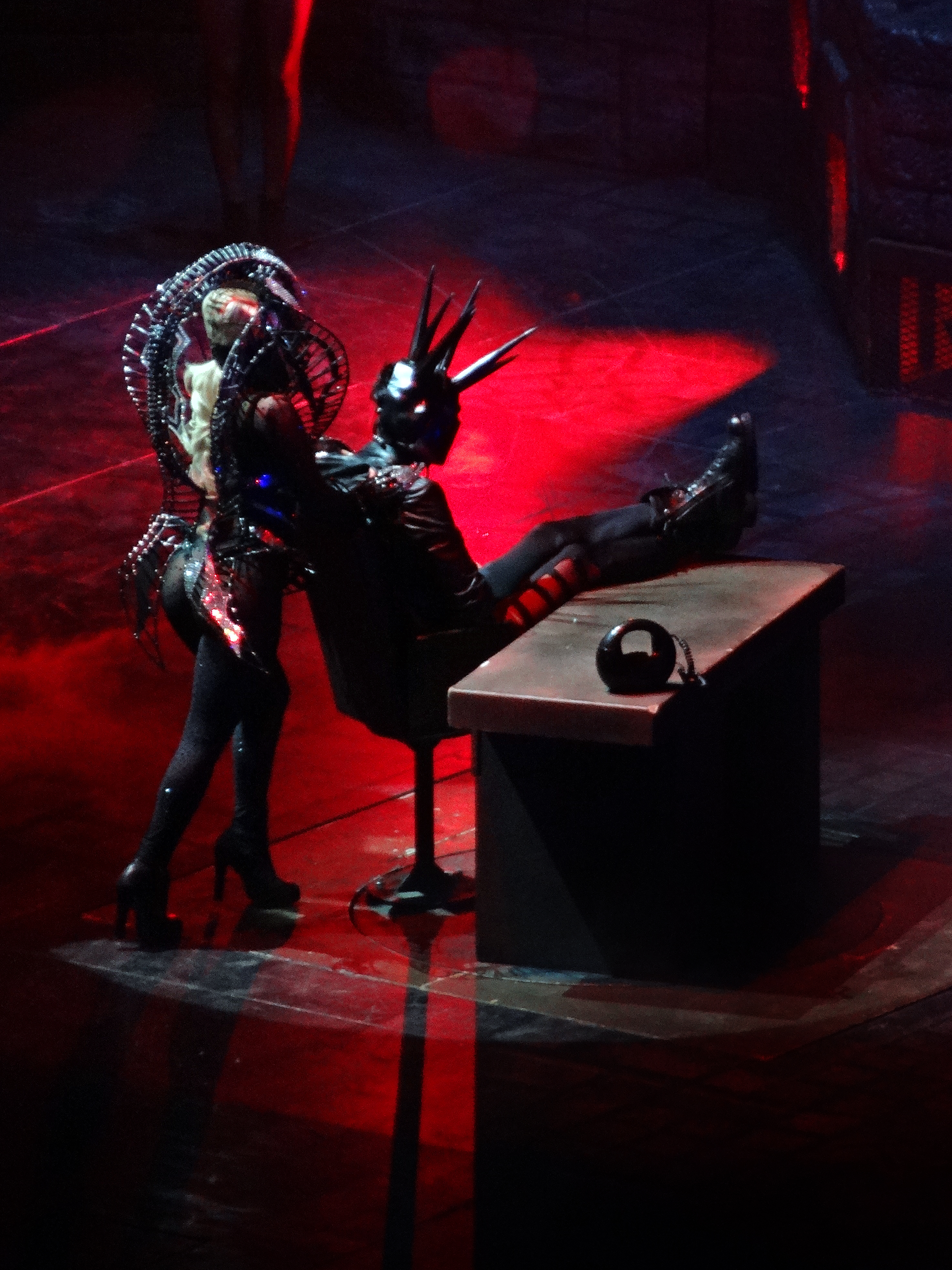
Леди Гага исполняет «Government Hooker»

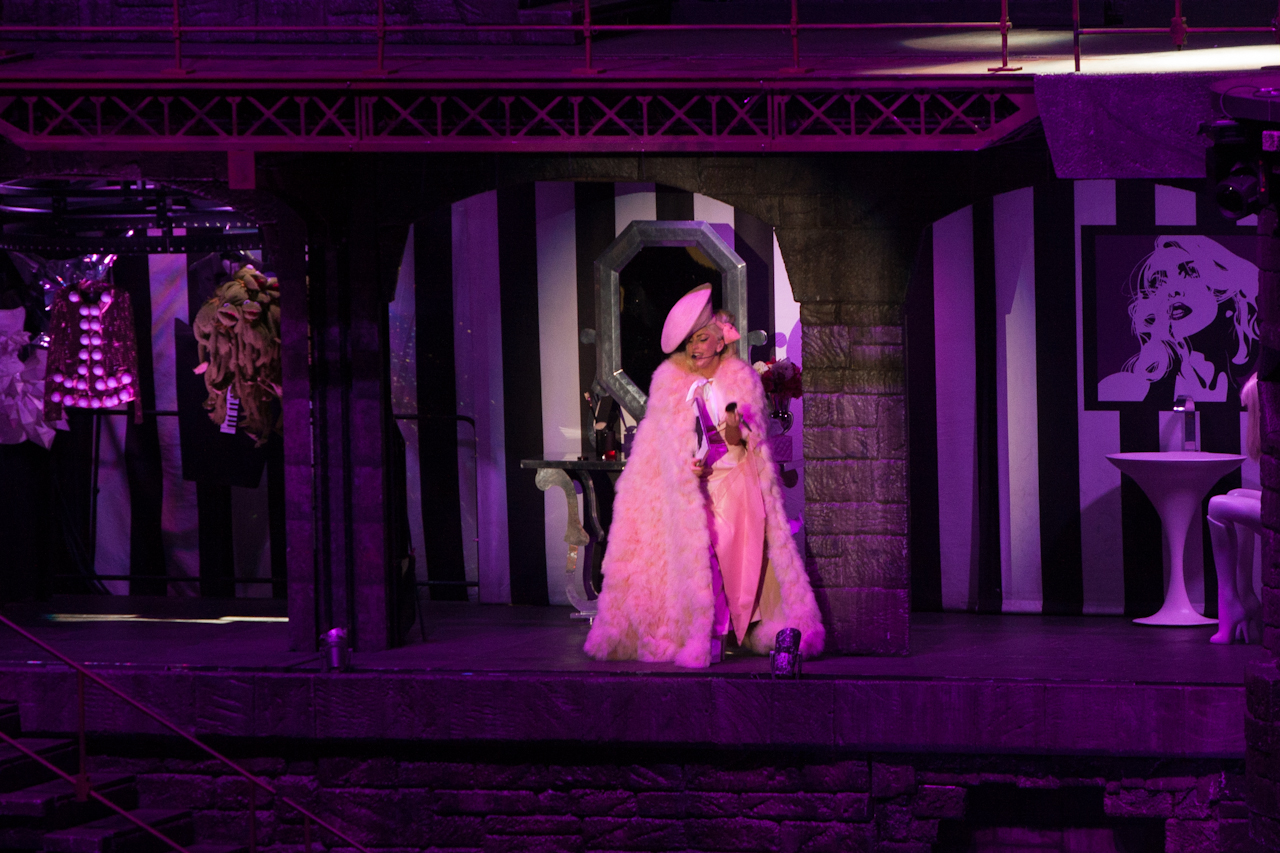
Леди Гага исполняет «Just Dance»

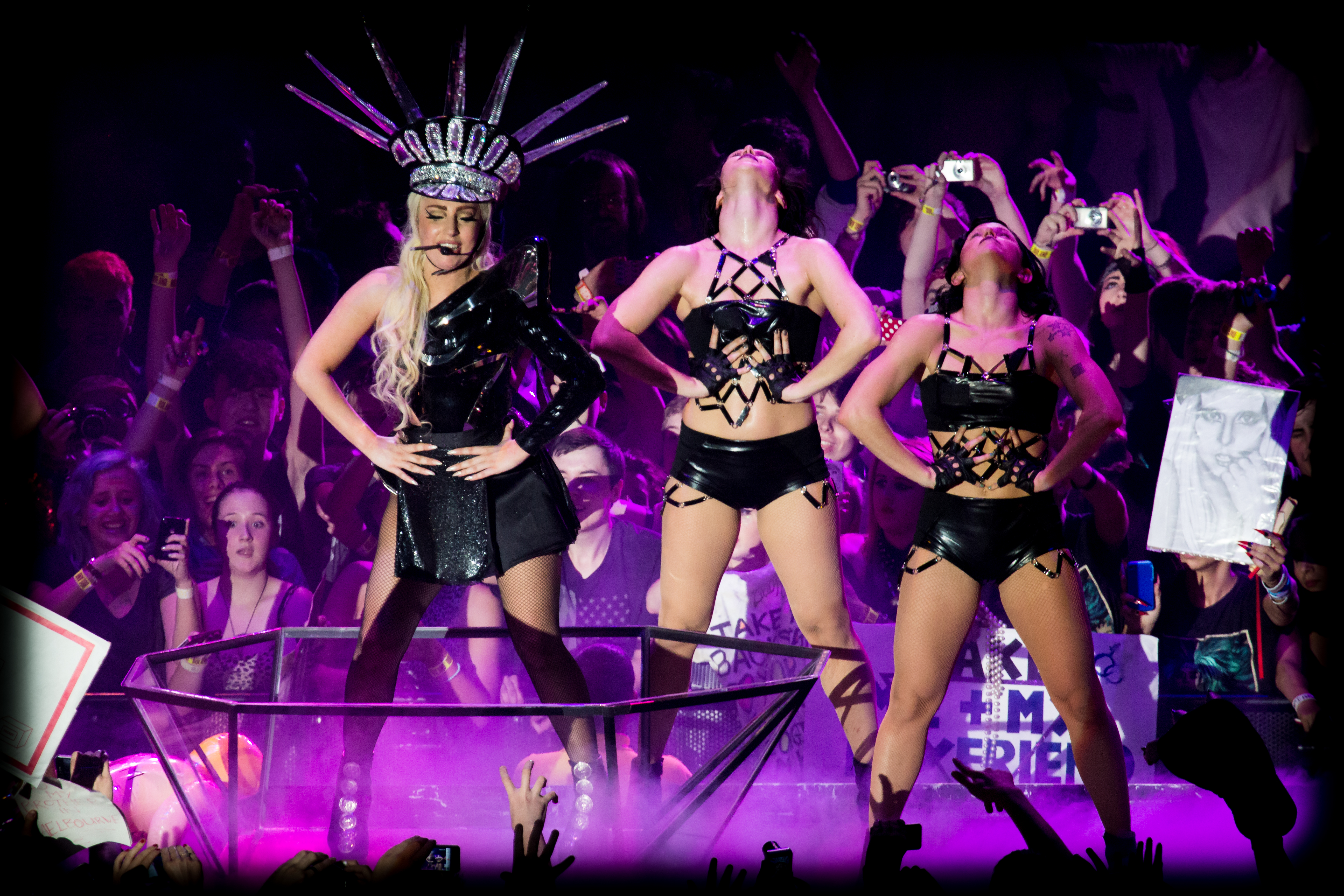
Леди Гага исполняет «LoveGame»

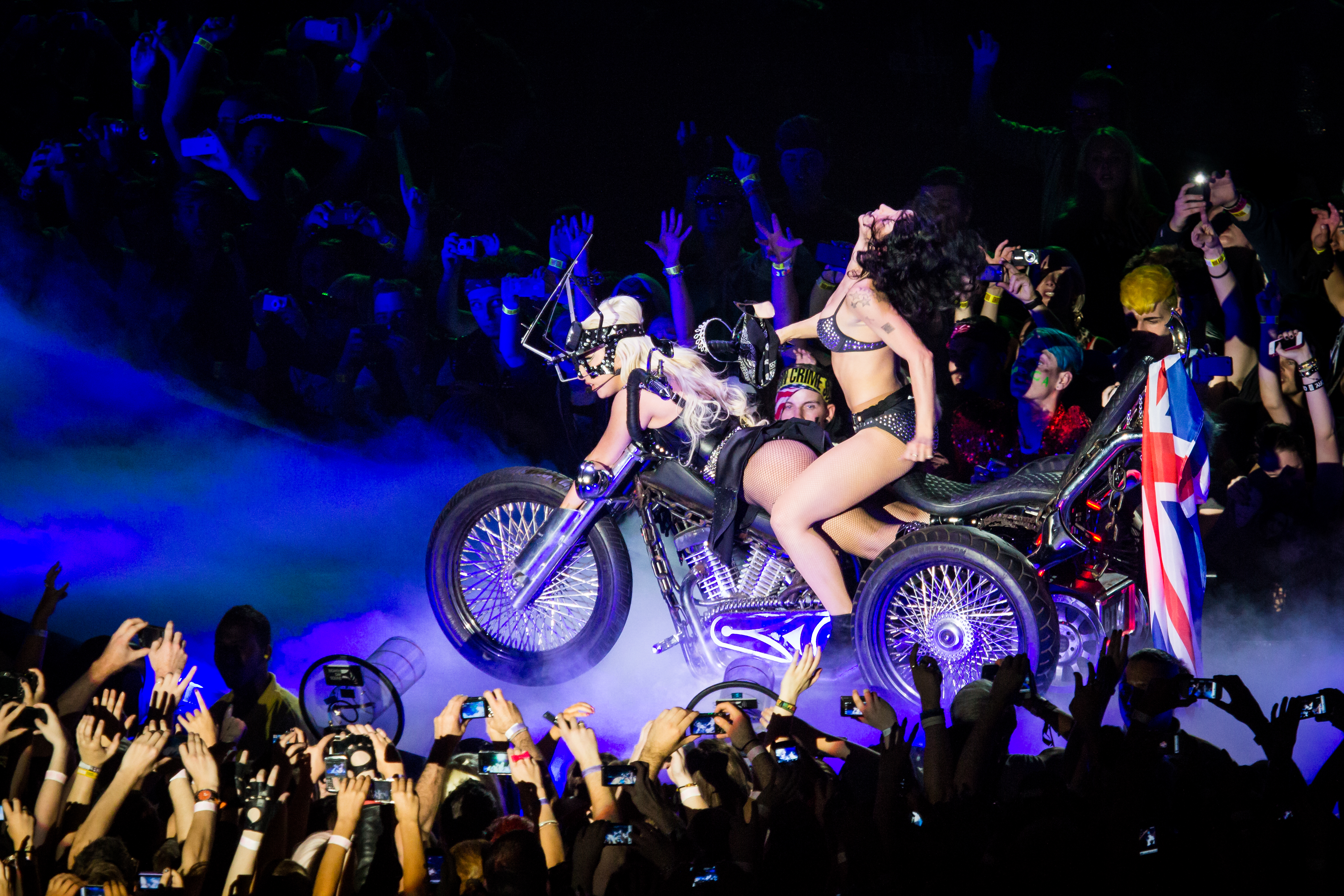
Леди Гага исполняет «Heavy Metal Lover»

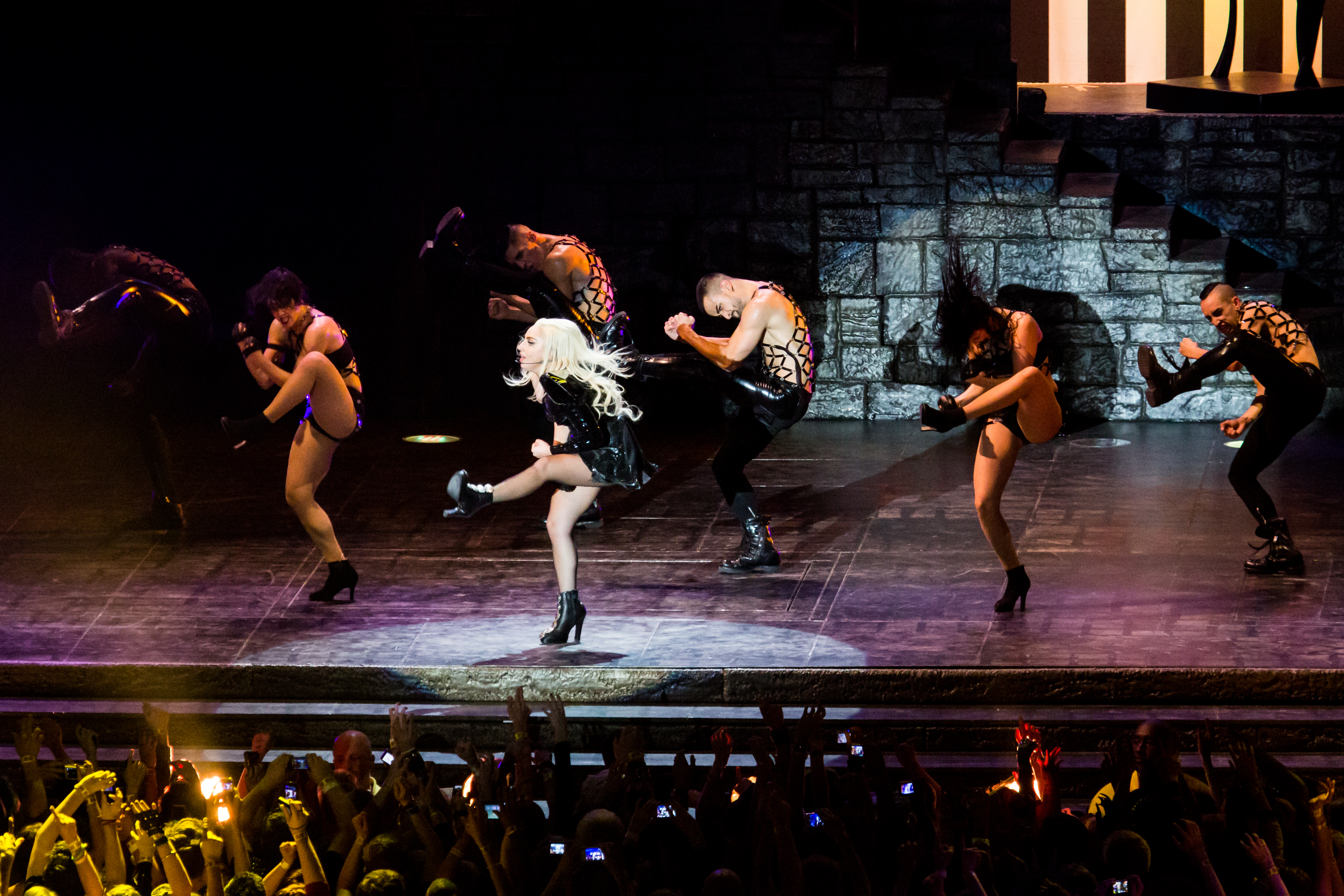
Леди Гага исполняет «Telephone»

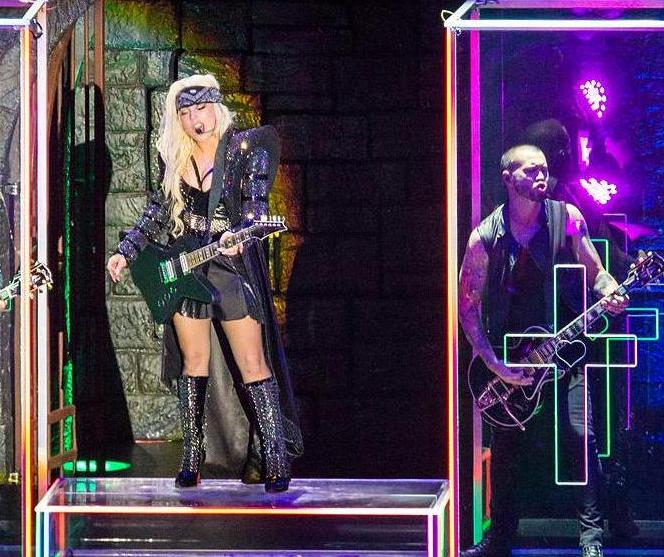
Леди Гага исполняет «Electric Chapel»

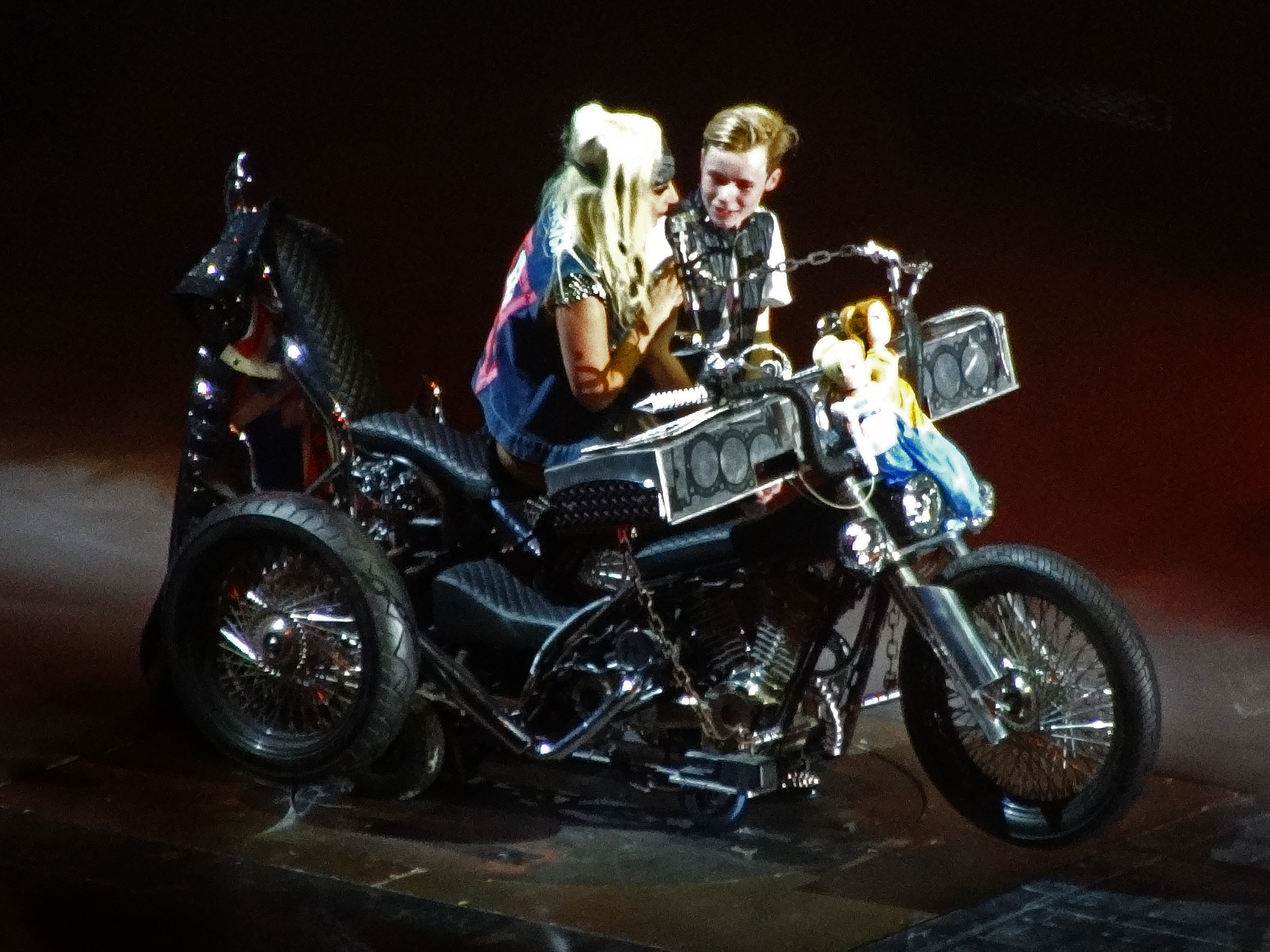
Леди Гага исполняет «Hair»

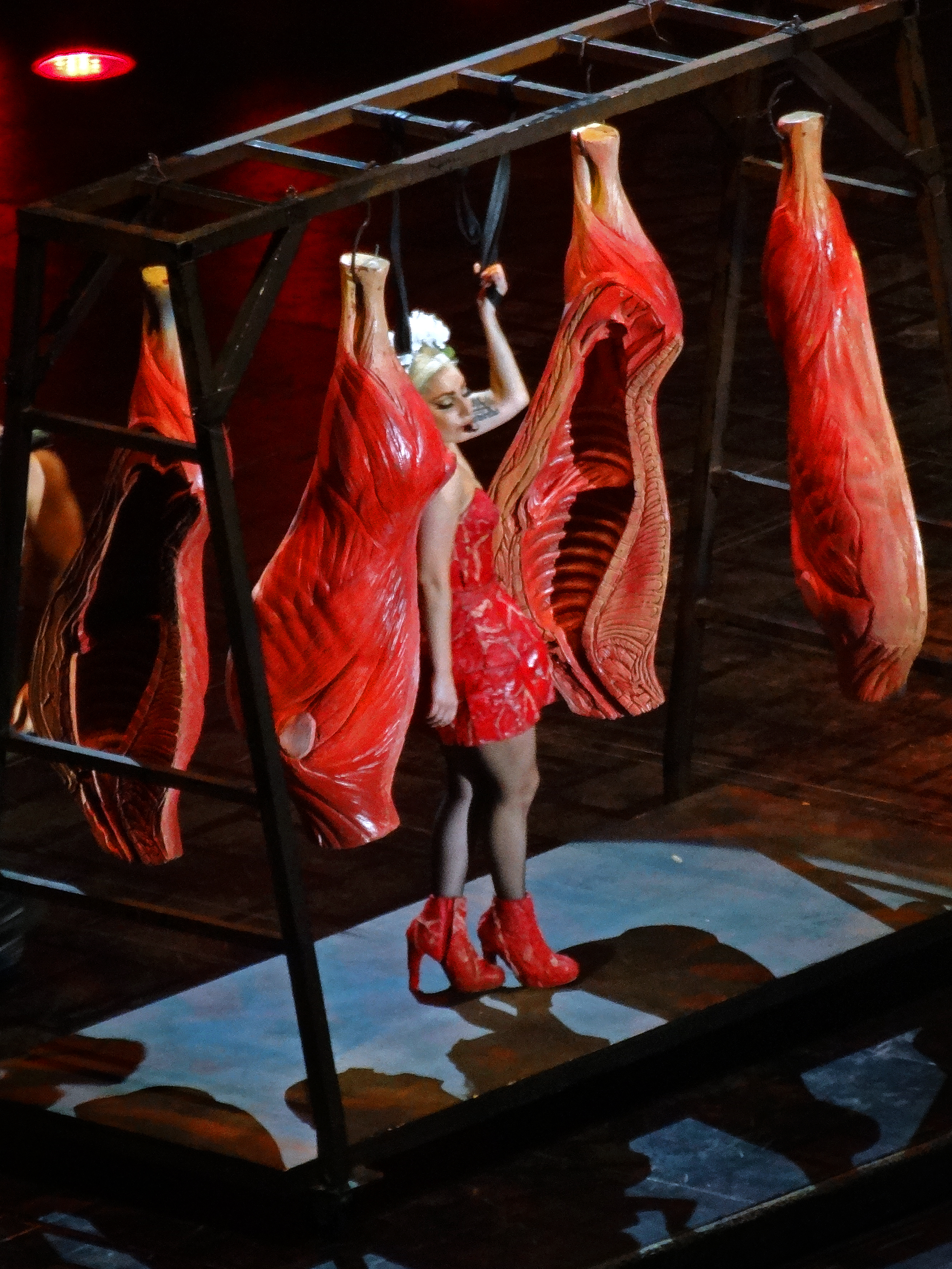
Леди Гага исполняет «Americano»

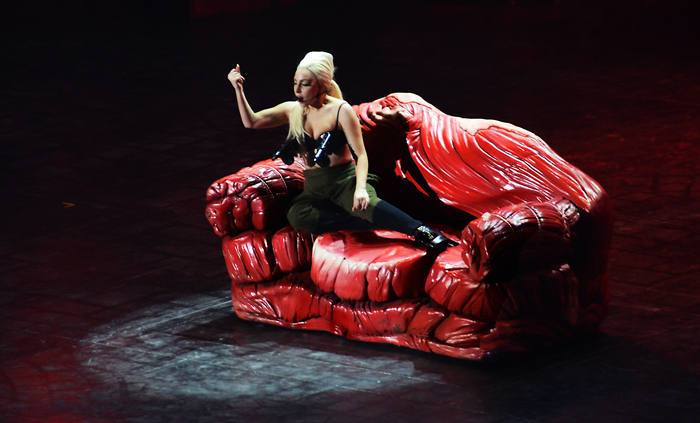
Леди Гага исполняет «Alejandro»

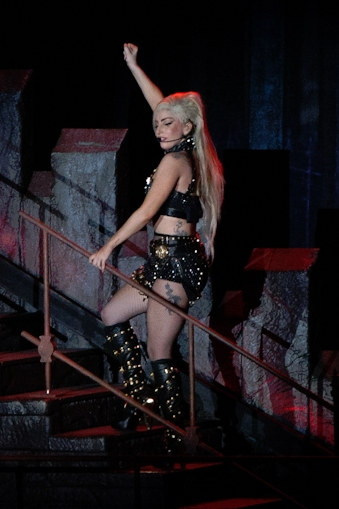
Леди Гага исполняет «The Edge Of Glory»

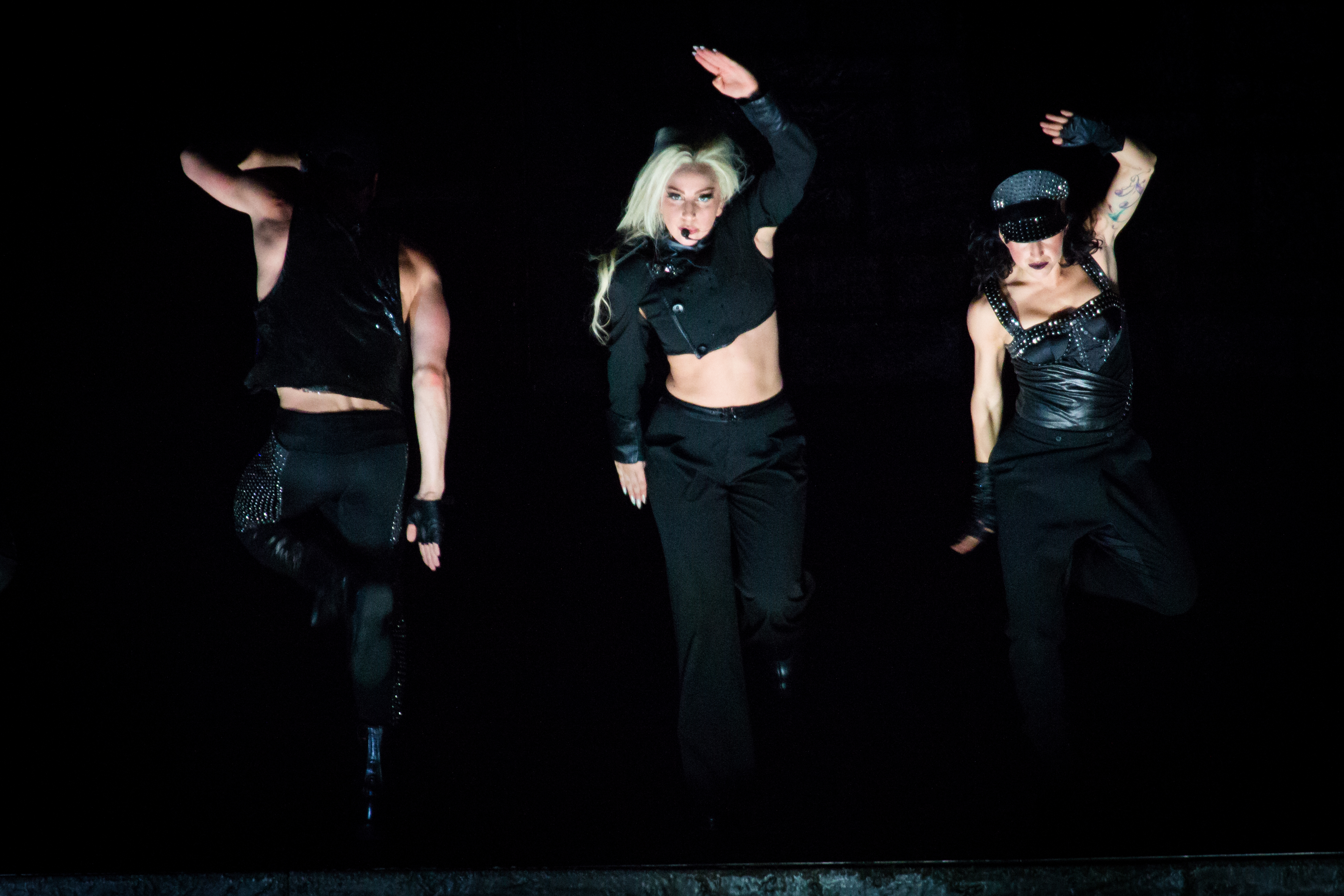
Леди Гага исполняет «Scheiße»

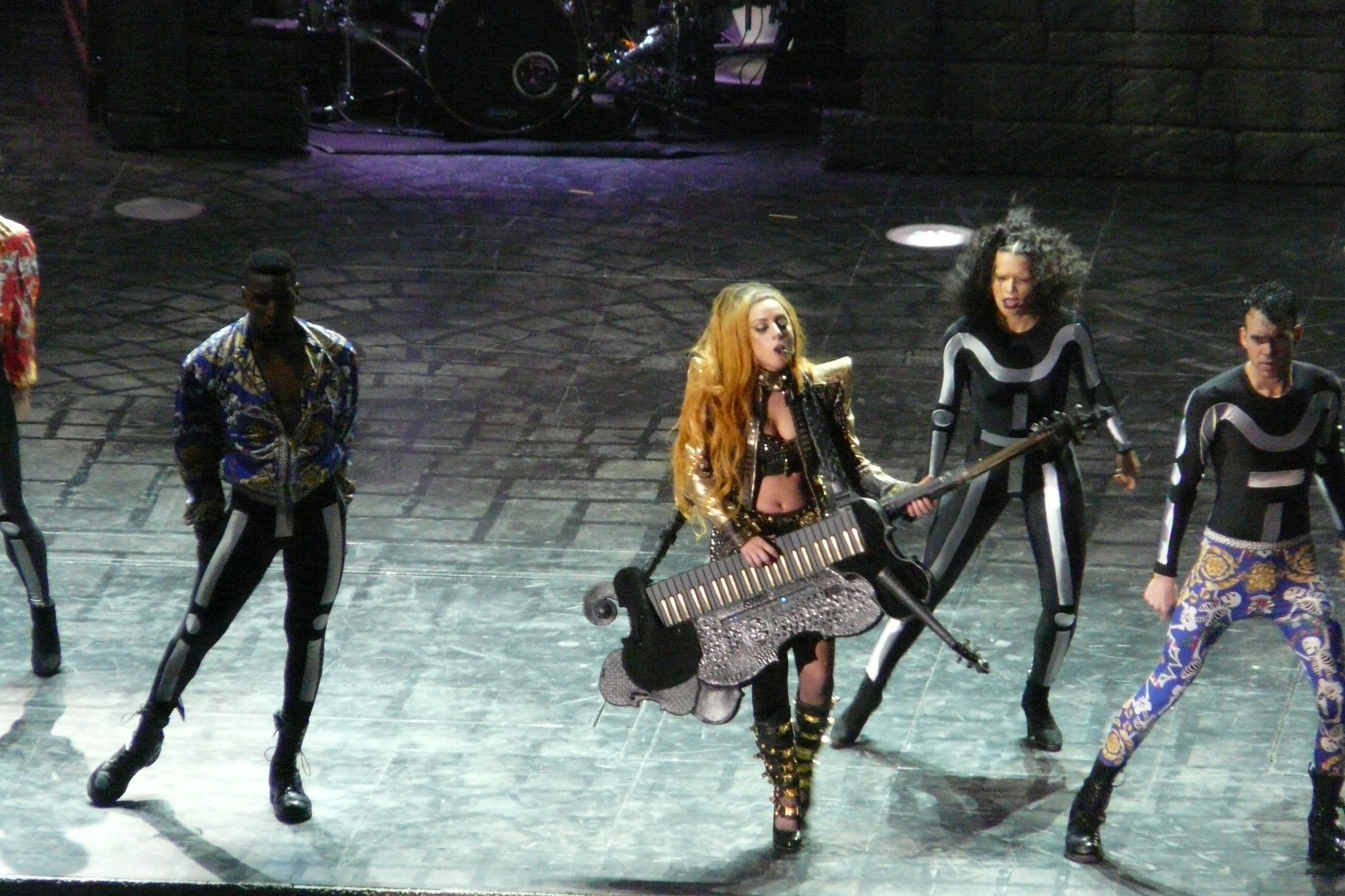
Леди Гага исполняет «Marry the Night»

Шоу начинается с интерлюдии «Space»: инструментал, который переходит в марш, под который начинают шагать вокруг «Monster Pit» танцоры. Марш переходит в биты «Highway Unicorn (Road to Love)», появляется Леди Гага верхом на механическом единороге в сопровождении танцоров. Они проходятся вокруг «Monster Pit» , Гага исполняет «Highway Unicorn (Road to Love)». На ней надет чёрный костюм инопланетянина, танцоры в чёрных костюмах с масками, они держат флаги с надписями G.O.A.T. Закончив песню, Гага с танцорами уходят за сцену, гаснет свет. Начинается интерлюдия «Operation: Kill the Bitch», во время которой появляется «Mother G.O.A.T.» — парящая голова, напоминающая Леди Гагу в клипе «Born This Way». Она говорит, что Гага сбежала с планеты G.O.A.T. и хочет породить новую расу, даёт команду убить её. Затем появляется Гага, начав исполнение песни «Government Hooker». Во время исполнения, Гага спускается с лестницы, из под сцены появляется танцор, на котором надет головной убор с шипами; Гага «соблазняет» его, достает пистолет и убивает его. Закончив песню, Гага говорит «Добро пожаловать на Born This Way Ball», делает выстрел и скрывается за воротами замка. Далее начинается интерлюдия «Birth». Гага появляется над гигантской надувной вагиной, изображая роды. Далее она появляется из неё, начиная исполнять «Born This Way». На ней надет жёлтый латексный костюм, расширенный снизу, c накладными плечами, танцоры также одеты в латексные костюмы и покрыты гелем, что напоминает вид новорождённого ребёнка. Исполняется хореография. Закончив исполнение, Гага уходит за сцену. Затем исполняется песня «Black Jesus + Amen Fashion»; на Гаге надет другой латексный костюм с бюстгальтером, юбкой, плащом и шляпой. По ходу исполнения она снимает шляпу и плащ, проходит вокруг ямы монстров. На более ранних концертах она одевала чёрные брюки с бюстгальтером. После, начинается интерлюдия «Emerging», Гага выходит с двумя танцовщицами в белых длинных платьях на платформе, на них надеты шлемы. Исполняется песня «Bloody Mary», во время которой, танцоры, изображающие странные фигуры, и Гага с двумя танцовщицами проходят вокруг ямы монстров. Далее Гага уходит в замок, гаснет свет. Начинается интерлюдия «Mother G.O.A.T. Manifesto I»: появляется «Mother G.O.A.T»., которая говорит интерлюдию из клипа «Born This Way». Затем на сцене появляются танцоры, несущее большое яйцо, внутри которого находится Гага. Гага появляется из яйца, исполняется песня «Bad Romance» с хореографией. На Гаге надето белое короткое решетчатое платье с накладными плечами и маска с рожками, которую она снимает по ходу исполнения. Когда песня заканчивается, Гага начинает говорить со зрителями о своей личности и заключении. По окончании разговора за Гагой появляются 2 танцора в чёрных костюмах, которые похищают её. Начинается интерлюдия «G.O.A.T Briefing». После танцоры выносят Гагу на вершину замка, исполняется «Judas». В азиатской и европейской части турне на ней надет тот же костюм, что и в «Bad romance», в Австралии она надевала синий латексный костюм с плащом, последний костюм — красное платье с короткой объемной юбкой. Во время исполнения танцоры переносят Гагу к шесту, привязывают её и начинают «ударять». Но Гага справляется с ними, освобождается и достает автомат, угрожая им. Затем они скрываются в замке, песня завершается ремиксом от DJ White Shadow. Завершается первый акт.
Второй акт начинается с песни «Fashion of His Love», Гага одета в розовое платье-оригами, шляпу и очки. На ранних концертах исполнения на Гаге были надеты фиолетовое круглое платье, красное платье с плащом и чёрное платье с линией, похожей на клавиши рояля (Гага также одевала это платье для промофотосессии к туру The Born This Way Ball). За ней вращается вешалка с её прошлыми костюмами. Затем без перерыва начинается песня «Just Dance». Гага берет с вешалки шубу и поднимается наверх сцены. Заканчивая песню, Гага играет на клавитаре (EMMA) и уходит в замок. Песня заканчивается ремиксом от Mars. Затем Гага появляется на подиуме вокруг ямы монстров, сидя в ванне, исполняя «LoveGame». На Гаге надето чёрное платье с одним рукавом и разрезом с одной стороны, а также фуражка с шипами, напоминающая головной убор статуи свободы. Песня заканчивается ремиксом от Dave Audé, Гага выходит из ванны и снимает фуражку. Далее она говорит с залом и начинает исполнять «Telephone». Используется хореография из клипа. Исполнив песню, Гага с тацорами уходят за двери замка, заканчивается второй акт.
Третий акт начинается с интерлюдии «Mother G.O.A.T. Manifesto II» : «Mother G.O.A.T.» произносит речь. Далее начинается песня «Heavy Metal Lover». Сначала выходят танцоры, затем появляется Гага «соединённая» с мотоциклом (что напоминает обложку альбома «Born This Way»), на котором присоединён флаг страны и проезжает вокруг ямы монстров. На ней надето чёрное платье с бретельками и маска. В середине пути на ней садится танцовщица и они доезжают до сцены. В конце песни исполняется хореография. После Гага говорит с залом и танцорами о правах и свободах ЛГБТ. Закончив разговор, она исполняет «Bad Kids» со специфической хореографией. Затем Гага произносит ободряющую речь о дружбе, рассматривает подарки, брошенные на сцену, надевает найденную верхнюю одежду, снимает юбку у платья и садится за синтезатор на мотоцикле. Начинается акустическая часть концерта. Исполняются «Hair» в акустической версии, «Princess Die», «Yoü and I». Гага активно общается со зрителями. Во время исполнения «Yoü and I» Гага пробегает вокруг ямы монстров с флагом страны. Закончив акустическую часть, Гага появляется на сцене с гитаристами внутри светящихся кабин, с крестами. Она надевает чёрный плащ с рукавами. Исполняется «Electric Chapel», Гага играет на гитаре, проходит вместе с гитаристами вокруг ямы. Закончив исполнение, она садится на мотоцикл и уезжает за сцену. Завершается третий акт.
Четвёртый акт начинается с интерлюдии: 2 танцора изображают гей-свадьбу, одетые в свадебные костюмы, причём на одном танцоре свадебное платье; гитарист играет мелодию на гитаре. После интерлюдии начинается песня «Americano»: танцоры выносят вешалку на которой висит Гага в платье, стилизованное под её знаменитое мясное платье, и манекены говяжьих туш. Во время исполнения используется хореография. Под конец песни Гага с танцовщицами берут автоматы и прогоняют танцоров. Далее на сцену выносятся большие мясорубки, и Гага начинает исполнять «Poker Face». Во время исполнения она «смалывает» одного танцора, а в конце её захватывают танцоры и кладут в мясорубку, которая спускается под сцену. После небольшой интерлюдии Гага появляется из под сцены на «мясном» диване, начинается исполнение «Alejandro». На ней надеты брюки галифе и бюстгальтер с автоматами (как в клипе). Она исполняет хореографию в паре с одним танцором и проходится вокруг ямы монстров, призывая к поддержке ЛГБТ-сообщества. В конце песни Гага с танцорами спускаются под сцену на мясном диване. После небольшой интерлюдии появляется Mother G.O.A.T., имитируя исполнение песни «Paparazzi». В начале второго куплета появляется Гага на передвигающейся части замка с «Disco Stick-ом», одетая в чёрный брючный костюм со шлемом. После исполнения песни Гага убивает «Mother G.O.A.T.». После Гага произносит небольшую речь, снимает шлем и исполняет «Scheiße». Во время исполнения активно используется хореография. После исполнения завершается четвёртый акт. Фанатов, которые должны встретиться с Гагой выводят из зала к месту встречи.
Пятый акт начинается с исполнения акустической версии песни «The Edge of Glory» наверху замка. На Гаге надеты золоченые топ и короткая юбка. Во время исполнения акустической версии песни «The Edge of Glory» Гага покрыта одеждой, похожей на плед. После исполняется студийная версия песни, Гага снимает плед, ходит по замку; далее к ней подходит танцор, они исполняют небольшую хореографию и спускаются в замок. Далее Гага выходит на сцену, общается со зрителями, выбирает несколько фанатов, приглашает их на сцену. На ней надеты те же юбка и топ, а также короткая золоченая куртка. После начинается песня «Marry the Night», во время которой Гага проходит с фанатами вокруг ямы монстров. В конце песни Гага берет «EMMA» (клавитара) и играет на ней, заканчивая песню. Шоу заканчивается тем, что Гага с фанатами и танцоры медленно спускается под сцену.

### Изменения в североамериканской части турне
Концепция шоу в американской части турне остаётся такой же, что и раньше, но были добавлены некоторые изменения:
- Все муляжи оружия были исключены в знак поддержки закона в США о запрете свободного ношения оружия. Они были заменены палками (в «Government Hooker», «Judas», «Americano»)
- Гага начала исполнять студийную версию песни «Hair» и «The Queen». В связи с этим был немного изменён сет-лист: песня «Hair» исполнялась после «Telephone», а после неё сразу начиналась песня «Electric Chapel». Перед началом исполнения звучит Соната № 8 «Патетическая» до минор — Часть 1 — Grave — Allegro di molto e con brio Людвига ван Бетховена, как в интерлюдии клипа «Marry the Night». Во время исполнения песни Гага выходила из замка с микрофоном, затем поднималась в замок, исполняя небольшую хореографию, после спускалась, и в конце песни танцор надевал на неё клавитару, и Гага заканчивала песню, играя на ней. Однако на последнем концерте «Hair» исполнялась сразу после «Bad Kids» без смены костюма. «The Queen» исполнялась в начале акустической части концерта на синтезаторе.
- Новые костюмы:

«Hair» и «Electric Chapel»: Синие штаны и топ, поверх которого короткая куртка того же цвета; рукава отделены от куртки, с них свисает разрезанная ткань, похожая на волосы. На танцорах надеты джинсовые костюмы. Но на последнем концерте Гага и танцоры не меняли костюмы после «Bad Kids».
«Heavy Metal Lover» и «Bad Kids»: На первых концертах чёрный костюм с обтягивающими латексными брюками и чёрной, с выделенной спереди серым, майкой, также длинные до плеча чёрные перчатки. На последующих концертах — чёрное короткое платье с теми же перчатками и высокие сапоги до колен. На последнем — чёрный купальник (часть прежнего платья без юбки) с теми же сапогами. Железная маска, которая использовалась в предыдущих частях турне, осталась. Танцоры одеты в чёрные латексные костюмы с верхом, не скрывающим живот и штанами (у танцоров) или короткими шортами (у танцовщиц). На последнем концерте для «Bad Kids» Гага и танцоры надевали чёрные куртки с пиратским знаком на спине. Этот же костюм оставался для акустической части концерта.
«Americano» и «Poker Face»: На первых концертах на Гаге остаётся мясное платье, но на последующих Гага одевала «мясной бюстгальтер» с короткой «мясной юбкой». Когда начиналось исполнение Poker Face танцоры снимали с Гаги юбку и она оставалась в «мясных бикини» . В интерлюдии перед Americano на последнем концерте танцор, изображающий невесту, был одет не в белое, а в чёрное платье.
«Alejandro»: В связи с тем, что было убрано все оружие с концерта, вместо бюстгальтера с автоматами Гага надевала обычный чёрный бюстгальтер.
«Paparazzi» и «Scheiße»: Вместо предыдущего чёрного верха Гага надевала чёрный топ, поверх которого был чёрный пиджак с выраженными плечами.
«Marry the Night»: Поверх костюма Гага одевала красный халат без сапогов, в связи с тем что песня исполнялась в акустической версии.
- В акустической части концерта синтезатор на мотоцикле был заменён синтезатором с декорацией, похожей на каменный стол с шипами. Но на последнем концерте был использован синтезатор на мотоцикле. Исполнялись песни «The Queen», «Yoü and I», «Born This Way» в акустической версии Также Гага на каждом концерте звонила по телефону одному случайному фанату, разговаривала с ним и приглашала после концерта за кулисы.
- «Marry the Night» исполняется в акустической версии: Гага ходит по сцене, напевая песню и разговаривая со зрителями, выбирает фанатов и вызывает их на сцену; все это время играет спокойная мелодия, как в начале песни (электронный звук колоколов). На последних шоу в конце песни играется последняя часть её студийной версии, Гага берет клавиатуру и начинает играть на ней, заканчивая песню.

## Коммерческий успех
Команда Гаги, которая занимается производством тура «The Born This Way Ball», является самой высокооплачиваемой в мире. Каждый танцор певицы, которых всего десять, зарабатывает до $10,000 за один отработанный концерт, группа из шести музыкантов зарабатывает $20,000. Другие члены команды (более 100 человек), занимающиеся сборкой сцены и подготовкой необходимого оборудования, за ночь зарабатывают $2,000 каждый. По словам сайта, на каждый концерт тратится около $500,000, не включая оплату артистам за разогрев, напитки, еду и прочее. Но доход от шоу настолько превышает расход, что с деньгами нет ни малейшей проблемы.

### Продажа билетов
Продажа билетов на Австралийскую часть турне началась 17 февраля 2012. Вскоре после начала продаж, все билеты на 2 шоу в Окленде были распроданы. Благодаря высоким уровням продаж билетов, было назначено множество дополнительных концертов. Билеты на концерт в Джакарте были распроданы за 2 часа. 13 апреля 2012 была открыта продажа билетов на некоторые европейские концерты. Билеты на концерт в Лондоне были распроданы за 160 секунд, в то время как в Манчестере билеты закончились за 10 минут. После начала продажи билетов на концерты в Йоханнесбурге и Кейптауне, из-за огромного спроса на билеты, вышли из строя серверы системы продажи билетов.
28 сентября состоялась официальная продажа билетов на шоу в Нью-Йорке. Концерт должен был состояться 22 февраля 2013 года в «Madison Square Garden», однако этого не случилось из-за травмы тазобедренного сустава. Билеты на концерт были раскуплены за рекордное количество времени, 7 секунд, вследствие чего был назначен второй концерт на 23 февраля, который также не состоялся.

### Отрицательные отзывы
Во многих азиатских странах пытались запретить проведение концерта. На первый концерт в Южной Корее допускались только лица старше 18 лет. Леди Гага стала четвёртым американским исполнителем, на концерты которого в этой стране было поставлено ограничение по возрасту. «Нам гораздо легче», — сказал Sim Man-sup, представитель Корейской ассоциации церквей: «по крайней мере теперь, шоу будет не в состоянии влиять на молодых людей. Манера исполнения Гаги и лирика её песен очень эксцентрична во многих отношениях. Мы не против её шоу только по религиозным соображениям. Мы не думаем, что её музыкальный спектакль, в котором столько сексуального подтекста и необычных костюмов, подходит для эмоционального развития подростков».

## Концерты в России
Ранее Леди Гага уже выступала в Москве в рамках тура The Fame Ball Tour 25 апреля 2009 года. Её выступление прошло на закрытой вечеринке в клубе Famous.
27 августа на аккаунте Леди Гага на Facebook были объявлены даты концертов в России: 9 декабря — СКК Петербургский, Санкт-Петербург и 12 декабря — СК Олимпийский, Москва.

## Список концертов

### Даты тура
| Дата              | Город           | Государство          | Площадка                                   |
| Азия              | Азия            | Азия                 | Азия                                       |
| ----------------- | --------------- | -------------------- | ------------------------------------------ |
| 27 апреля 2012    | Сеул            | Республика Корея     | Олимпийский стадион                        |
| 2 мая 2012        | Гонконг         | Китай                | Asia World Arena                           |
| 3 мая 2012        | Гонконг         | Китай                | Asia World Arena                           |
| 5 мая 2012        | Гонконг         | Китай                | Asia World Arena                           |
| 7 мая 2012        | Гонконг         | Китай                | Asia World Arena                           |
| 10 мая 2012       | Сайтама         | Япония               | Saitama Super Arena                        |
| 12 мая 2012       | Сайтама         | Япония               | Saitama Super Arena                        |
| 13 мая 2012       | Сайтама         | Япония               | Saitama Super Arena                        |
| 17 мая 2012       | Тайбэй          | Китайская Республика | Nangang World Trade Center                 |
| 18 мая 2012       | Тайбэй          | Китайская Республика | Nangang World Trade Center                 |
| 21 мая 2012       | Манила          | Филиппины            | Mall of Asia Arena                         |
| 22 мая 2012       | Манила          | Филиппины            | Mall of Asia Arena                         |
| 25 мая 2012       | Бангкок         | Таиланд              | Стадион Раджамангала                       |
| 28 мая 2012       | Сингапур        | Сингапур             | Сингапурский крытый стадион                |
| 29 мая 2012       | Сингапур        | Сингапур             | Сингапурский крытый стадион                |
| 31 мая 2012       | Сингапур        | Сингапур             | Сингапурский крытый стадион                |
| Океания           |                 |                      |                                            |
| 7 июня 2012       | Окленд          | Новая Зеландия       | Спарк Арена                                |
| 8 июня 2012       | Окленд          | Новая Зеландия       | Спарк Арена                                |
| 10 июня 2012      | Окленд          | Новая Зеландия       | Спарк Арена                                |
| 13 июня 2012      | Брисбен         | Австралия            | Brisbane Entertainment Centre              |
| 14 июня 2012      | Брисбен         | Австралия            | Brisbane Entertainment Centre              |
| 16 июня 2012      | Брисбен         | Австралия            | Brisbane Entertainment Centre              |
| 20 июня 2012      | Сидней          | Австралия            | Allphones Arena                            |
| 21 июня 2012      | Сидней          | Австралия            | Allphones Arena                            |
| 23 июня 2012      | Сидней          | Австралия            | Allphones Arena                            |
| 24 июня 2012      | Сидней          | Австралия            | Allphones Arena                            |
| 27 июня 2012      | Мельбурн        | Австралия            | Арена Рода Лейвера                         |
| 28 июня 2012      | Мельбурн        | Австралия            | Арена Рода Лейвера                         |
| 30 июня 2012      | Мельбурн        | Австралия            | Арена Рода Лейвера                         |
| 1 июля 2012       | Мельбурн        | Австралия            | Арена Рода Лейвера                         |
| 3 июля 2012       | Мельбурн        | Австралия            | Арена Рода Лейвера                         |
| 7 июля 2012       | Перт            | Австралия            | Burswood Dome                              |
| 8 июля 2012       | Перт            | Австралия            | Burswood Dome                              |
| Европа            |                 |                      |                                            |
| 14 августа 2012   | София           | Болгария             | Armeets Arena                              |
| 16 августа 2012   | Бухарест        | Румыния              | Площадь Конституции                        |
| 18 августа 2012   | Вена            | Австрия              | Винер Штадтхалле                           |
| 21 августа 2012   | Вильнюс         | Литва                | Вингис Парк                                |
| 23 августа 2012   | Рига            | Латвия               | Межапарк                                   |
| 25 августа 2012   | Таллин          | Эстония              | Tallinn Song Festival Grounds              |
| 27 августа 2012   | Хельсинки       | Финляндия            | Хартвалл Арена                             |
| 28 августа 2012   | Хельсинки       | Финляндия            | Хартвалл Арена                             |
| 30 августа 2012   | Стокгольм       | Швеция               | Глобен-Арена                               |
| 31 августа 2012   | Стокгольм       | Швеция               | Глобен-Арена                               |
| 2 сентября 2012   | Копенгаген      | Дания                | Стадион Паркен                             |
| 4 сентября 2012   | Кёльн           | Германия             | Ланксесс Арена                             |
| 5 сентября 2012   | Кёльн           | Германия             | Ланксесс Арена                             |
| 8 сентября 2012   | Лондон          | Великобритания       | Стадион Туикенем                           |
| 9 сентября 2012   | Лондон          | Великобритания       | Стадион Туикенем                           |
| 11 сентября 2012  | Манчестер       | Великобритания       | Манчестер Арена                            |
| 15 сентября 2012  | Дублин          | Ирландия             | Стадион Авива                              |
| 17 сентября 2012  | Амстердам       | Нидерланды           | Ziggo Dome                                 |
| 18 сентября 2012  | Амстердам       | Нидерланды           | Ziggo Dome                                 |
| 20 сентября 2012  | Берлин          | Германия             | O2 World (Berlin)                          |
| 22 сентября 2012  | Париж           | Франция              | Стад де Франс                              |
| 24 сентября 2012  | Ганновер        | Германия             | TUI Arena                                  |
| 26 сентября 2012  | Цюрих           | Швейцария            | Халленштадион                              |
| 27 сентября 2012  | Цюрих           | Швейцария            | Халленштадион                              |
| 29 сентября 2012  | Антверпен       | Бельгия              | Sporpaleis                                 |
| 30 сентября 2012  | Антверпен       | Бельгия              | Sporpaleis                                 |
| 2 октября 2012    | Милан           | Италия               | Mediolanum Forum                           |
| 3 октября 2012    | Ницца           | Франция              | Palais Nikaia                              |
| 4 октября 2012    | Ницца           | Франция              | Palais Nikaia                              |
| 6 октября 2012    | Барселона       | Испания              | Палау Сант Жорди                           |
| Латинская Америка |                 |                      |                                            |
| 26 октября 2012   | Мехико          | Мексика              | Foro Sol                                   |
| 30 октября 2012   | Сан Хуан        | Пуэрто-Рико          | Coliseo de Puerto Rico Jose Miguel Argelot |
| 31 октября 2012   | Сан Хуан        | Пуэрто-Рико          | Coliseo de Puerto Rico Jose Miguel Argelot |
| 3 ноября 2012     | Сан-Хосе        | Коста-Рика           | Estadio Nacional                           |
| 6 ноября 2012     | Богота          | Колумбия             | Estadio El Campin                          |
| 9 ноября 2012     | Рио-де-Жанейро  | Бразилия             | Parque Dos Atletas                         |
| 11 ноября 2012    | Сан-Паулу       | Бразилия             | Морумби                                    |
| 13 ноября 2012    | Порту-Алегри    | Бразилия             | Fiergs Parking Lot                         |
| 16 ноября 2012    | Буэнос-Айрес    | Аргентина            | Монументаль Ривер Плейт                    |
| 20 ноября 2012    | Сантьяго        | Чили                 | Национальный стадион                       |
| 23 ноября 2012    | Лима            | Перу                 | Estadio San Marcos                         |
| 26 ноября 2012    | Асунсьон        | Парагвай             | Jockey Club Del Paraguay                   |
| Африка            |                 |                      |                                            |
| 30 ноября 2012    | Йоханнесбург    | ЮАР                  | Соккер Сити                                |
| 3 декабря 2012    | Кейптаун        | ЮАР                  | Стадион Кейптаун                           |
| Европа            |                 |                      |                                            |
| 6 декабря 2012    | Осло            | Норвегия             | Telenor Arena                              |
| 9 декабря 2012    | Санкт-Петербург | Россия               | Петербургский СКК                          |
| 12 декабря 2012   | Москва          | Россия               | СК Олимпийский                             |
| Северная Америка  |                 |                      |                                            |
| 11 января 2013    | Ванкувер        | Канада               | Rogers Arena                               |
| 12 января 2013    | Ванкувер        | Канада               | Rogers Arena                               |
| 13 января 2013    | Такома          | США                  | Tacoma Dome                                |
| 15 января 2013    | Портленд        | США                  | Rose Garden Arena                          |
| 17 января 2013    | Сан-Хосе        | США                  | HP Pavillion at San Hose                   |
| 20 января 2013    | Лос-Анджелес    | США                  | Staples Center                             |
| 21 января 2013    | Лос-Анджелес    | США                  | Staples Center                             |
| 23 января 2013    | Финикс          | США                  | US Airways Center                          |
| 25 января 2013    | Лас-Вегас       | США                  | MGM Grand Garden Arena                     |
| 26 января 2013    | Лас-Вегас       | США                  | MGM Grand Garden Arena                     |
| 29 января 2013    | Даллас          | США                  | American Airlines Center                   |
| 31 января 2013    | Хьюстон         | США                  | Toyota Center                              |
| 2 февраля 2013    | Сент-Луис       | США                  | Scottrade Center                           |
| 4 февраля 2013    | Канзас-Сити     | США                  | Sprint Center                              |
| 6 февраля 2013    | Сент-Пол        | США                  | Xcel Energy Center                         |
| 8 февраля 2013    | Торонто         | Канада               | Air Canada Centre                          |
| 9 февраля 2013    | Торонто         | Канада               | Air Canada Centre                          |
| 11 февраля 2013   | Монреаль        | Канада               | Bell Centre                                |

### Отменённые и переформатированные концерты тура
Некоторые концерты тура были отменены или перенесены на другие площадки. Первый концерт тура в Сеуле подвергся жёсткой цензуре в виде возрастного ограничения 18+, концерт в Джакарте был отменён правительством Индонезии из-за религиозных соображений и опасений, концерты в Софии и Ницце были перенесены на другие площадки из-за низких продаж билетов, концерт в Бухаресте был перенесён в другое место из-за проведения на стадионе футбольного матча. 11 февраля 2013 Леди Гага сообщила в Twitter, что после концерта в канадском Монреале она с трудом может ходить. Оказывается, что она месяц скрывала от команды полученную травму и надеялась на скорое выздоровление. В тот день были отложены 4 ближайших концерта в США. Но уже 13 февраля 2013 года компания «Live Nation Global Touring» сообщила, что оставшиеся 22 концерта турне «The Born This Way Ball» в США будут отменены. После дополнительных анализов, проведённых для определения степени тяжести травмы, у певицы был обнаружен разрыв вертлужной губы правого тазобедренного сустава, вызванный постоянным напряжённым движением во время её выступлений. Ей понадобится операция, а после — время на восстановление. Это, к сожалению, вынуждает певицу отменить оставшиеся концерты турне, для того, чтобы она могла перенести операцию и лечение.
| 3 июня 2012         | Джакарта       | Gelora Bung Karno Stadium   | Отменён                                              |
| 14 августа 2012     | София          | Vasil Levski Stadium        | Концерт перенесён на Арену Армеец                    |
| 16 августа 2012     | Бухарест       | National Arena              | Концерт перенесён на Площадь Конституции             |
| 4 октября 2012      | Ницца          | Stade Charles-Ehrmann       | Концерт перенесён в Palais Nikaia                    |
| 13, 14 февраля 2013 | Чикаго         | United Center               | Концерт отменён из-за болезни тазобедренного сустава |
| 16 февраля 2013     | Детройт        | Palace of Auburn Hills      | Концерт отменён из-за болезни тазобедренного сустава |
| 17 февраля 2013     | Гамильтон      | Copps Coliseum              | Концерт отменён из-за болезни тазобедренного сустава |
| 19 февраля 2013     | Филадельфия    | Веллс-Фарго-центр           | Концерт отменён из-за болезни тазобедренного сустава |
| 20 февраля 2013     | Филадельфия    | Веллс-Фарго-центр           | Концерт отменён из-за болезни тазобедренного сустава |
| 22 февраля 2013     | Нью-Йорк       | Madison Square Garden       | Концерт отменён из-за болезни тазобедренного сустава |
| 23 февраля 2013     | Нью-Йорк       | Madison Square Garden       | Концерт отменён из-за болезни тазобедренного сустава |
| 25 февраля 2013     | Вашингтон      | Verxion Center              | Концерт отменён из-за болезни тазобедренного сустава |
| 27 февраля 2013     | Бостон         | TD Garden                   | Концерт отменён из-за болезни тазобедренного сустава |
| 2 марта 2013        | Атлантик-Сити  | Boardwalk Hall              | Концерт отменён из-за болезни тазобедренного сустава |
| 3 марта 2013        | Анкасвилль     | Mohegan Sun Arena           | Концерт отменён из-за болезни тазобедренного сустава |
| 6 марта 2013        | Бруклин        | Barclays Center             | Концерт отменён из-за болезни тазобедренного сустава |
| 7 марта 2013        | Бруклин        | Barclays Center             | Концерт отменён из-за болезни тазобедренного сустава |
| 10 марта 2013       | Нашвилл        | Bridgestone Arena           | Концерт отменён из-за болезни тазобедренного сустава |
| 11 марта 2013       | Атланта        | Philips Arena               | Концерт отменён из-за болезни тазобедренного сустава |
| 13 марта 2013       | Тампа          | Tampa Bay Times Forum       | Концерт отменён из-за болезни тазобедренного сустава |
| 15 марта 2013       | Форт-Лодердейл | Bank Atlantic Center        | Концерт отменён из-за болезни тазобедренного сустава |
| 16 марта 2013       | Майами         | American Airlines Arena     | Концерт отменён из-за болезни тазобедренного сустава |
| 18 марта 2013       | Гринсборо      | Greensboro Coliseum Complex | Концерт отменён из-за болезни тазобедренного сустава |
| 20 марта 2013       | Талса          | BOK Center                  | Концерт отменён из-за болезни тазобедренного сустава |

### Доходы тура
| Концертная площадка            | Город           | Количество билетов поступивших в продажу / Количество проданных билетов | Доход        |
| ------------------------------ | --------------- | ----------------------------------------------------------------------- | ------------ |
| Olympic Stadium                | Сеул            | 51,684 / 51,689 (100 %)                                                 | $3,084,172   |
| AsiaWorld-Arena                | Гонконг         | 51,613 / 51,613 (100 %)                                                 | $7,893,195   |
| Saitama Super Arena            | Токио           | 96,550 / 96,550 (100 %)                                                 | $18,339,701  |
| TWTC Nangang Exhibition Hall   | Тайбэй          | 22,173 / 22,173 (100 %)                                                 | $4,274,243   |
| Mall of Asia Arena             | Манила          | 18,915 / 18,915 (100 %)                                                 | $1,275,387   |
| Rajamangala National Stadium   | Бангкок         | 41,478 / 41,478 (100 %)                                                 | $4,299,376   |
| Singapore Indoor Stadium       | Сингапур        | 30,952 / 30,952 (100 %)                                                 | $4,744,331   |
| Vector Arena                   | Окленд          | 34,367 / 34,367 (100 %)                                                 | $3,669,324   |
| Brisbane Entertainment Centre  | Брисбен         | 31,326 / 31,326 (100 %)                                                 | $4,289,453   |
| Allphones Arena                | Сидней          | 54,774 / 54,774 (100 %)                                                 | $7,563,088   |
| Rod Laver Arena                | Мельбурн        | 60,031 / 60,031 (100 %)                                                 | $8,169,642   |
| Burswood Dome                  | Перт            | 32,046 / 32,046 (100 %)                                                 | $3,696,277   |
| Armeets Arena                  | София           | 15,970 / 15,970 (100 %)                                                 | $1,912,708   |
| Piaţa Constituţiei             | Бухарест        | 22,602 / 22,602 (100 %)                                                 | $627,303     |
| Wiener Stadthalle              | Вена            | 13,826 / 13,826 (100 %)                                                 | $1,213,814   |
| Vingis Park                    | Вильнюс         | 14,853 / 14,853 (100 %)                                                 | $1,004,182   |
| Mežaparka Lielā Estrāde        | Рига            | 12,974 / 12,974 (100 %)                                                 | $587,997     |
| Tallinn Song Festival Grounds  | Таллин          | 16,191 / 16,191 (100 %)                                                 | $1,011,992   |
| Hartwall Areena                | Хельсинки       | 19,793 / 19,793 (100 %)                                                 | $2,043,247   |
| Ericsson Globe                 | Стокгольм       | 27,447 / 27,447 (100 %)                                                 | $2,848,530   |
| Parken Stadium                 | Копенгаген      | 27,819 / 27,819 (100 %)                                                 | $2,223,471   |
| Lanxess Arena                  | Кёльн           | 25,123 / 25,123 (100 %)                                                 | $2,312,695   |
| Twickenham Stadium             | Лондон          | 101,250 / 101,250 (100 %)                                               | $10,714,991  |
| Manchester Arena               | Манчестер       | 15,543 / 15,543 (100 %)                                                 | $1,795,795   |
| Aviva Stadium                  | Дублин          | 37,005 / 37,005 (100 %)                                                 | $3,523,340   |
| Ziggo Dome                     | Амстердам       | 26,375 / 26,375 (100 %)                                                 | $2,462,977   |
| O2 World                       | Берлин          | 11,968 / 11,968 (100 %)                                                 | $1,138,313   |
| Stade de France                | Париж           | 70,617 / 70,617 (100 %)                                                 | $6,367,305   |
| TUI Arena                      | Ганновер        | 10,816 / 10,816 (100 %)                                                 | $1,075,831   |
| Hallenstadion                  | Цюрих           | 26,626 / 26,626 (100 %)                                                 | $3,035,010   |
| Sportpaleis                    | Антверпен       | 33,539 / 33,539 (100 %)                                                 | $2,948,685   |
| Mediolanum Forum               | Милан           | 10,753 / 10,753 (100 %)                                                 | $1,119,536   |
| Palais Nikaia                  | Ницца           | 13,169 / 13,169 (100 %)                                                 | $1,088,012   |
| Palau Sant Jordi               | Барселона       | 16,934 / 16,934 (100 %)                                                 | $1,705,685   |
| Foro Sol                       | Мехико          | 37,260 / 37,260 (100 %)                                                 | $2,666,769   |
| José Miguel Agrelot Coliseum   | Сан Хуан        | 21,262 / 21,262 (100 %)                                                 | $2,242,937   |
| Estadio Nacional de Costa Rica | Сан-Хосе        | 29,014 / 29,014 (100 %)                                                 | $1,661,029   |
| Estadio El Campín              | Богота          | 30,546 / 36,335 (84 %)                                                  | $2,465,994   |
| Parque dos Atletas             | Рио-де-Жанейро  | 26,167 / 26,167 (100 %)                                                 | $2,218,846   |
| Estádio do Morumbi             | Сан-Паулу       | 43,137 / 43,137 (100 %)                                                 | $4,293,859   |
| Centro de Eventos Fiergs       | Порту-Алегри    | 9,918 / 9,918 (100 %)                                                   | $923,379     |
| Estadio River Plate            | Буэнос-Айрес    | 45,007 / 45,007 (100 %)                                                 | $3,988,565   |
| Estadio Nacional               | Сантьяго        | 42,416 / 42,416 (100 %)                                                 | $2,849,707   |
| Estadio San Marcos             | Лима            | 36,163 / 36,163 (100 %)                                                 | $1,732,732   |
| Jockey Club                    | Асунсьон        | 26,481 / 26,481 (100 %)                                                 | $1,107,371   |
| FNB Stadium                    | Йоханнесбург    | 56,900 / 56,900 (100 %)                                                 | $3,270,764   |
| Cape Town Stadium              | Кейптаун        | 39,527 / 39,527 (100 %)                                                 | $2,285,389   |
| Telenor Arena                  | Осло            | 14,566 / 14,566 (100 %)                                                 | $1,748,812   |
| SKK Arena                      | Санкт-Петербург | 11,127 / 11,127 (100 %)                                                 | $1,434,499   |
| Olimpiyskiy                    | Москва          | 19,522 / 19,552 (100 %)                                                 | $4,022,660   |
| Всего                          | Всего           | 1,643,407 / 1,649,196 (~100 %)                                          | $174,425,925 |